# Город Лавендер
Город Лавендер (англ. Lavender Town; в русском дубляже аниме — Лавандия) — вымышленное поселение в медиафраншизе «Покемон». Впервые появилось в видеоиграх Pokémon Red и Blue. В городе Лавендер находится Башня покемонов, которая является кладбищем. Жуткая атмосфера и музыка на заднем плане стали основой для создания нескольких популярных городских легенд, в том числе синдром города Лавендер.

## Описание
Город можно посетить в Pokémon Red, Green, Blue, Yellow, а также в Gold, Silver, Crystal и их ремейках. В Лавендере нет типичных для серии цветовых тонов. В поселении находится Башня покемонов — кладбище, заполненное сотнями надгробий умерших покемонов. Здесь игрок может встретить покемонов призрачного типа. Во время истории Red, Green, Blue и Yellow игрок будет использовать предмет Silph Scope, чтобы бороться с ними. Подразумевается, что в деревне обитает дух Маровака. Эта история расширена в Pokémon Let’s Go Pikachu и Let’s Go Eevee. В городе Лавендер игрок впервые встречается с концепцией смерти покемона. Это одна из немногих локаций, где нет стадиона.
Башня покемонов была заменена на радиобашню Канто в Pokémon Gold и Silver. Город Лавендер также является домом для «Оценщика кличек», который позволяет игрокам менять прозвище своих покемонов, и является приютом для брошенных существ.
Башня покемонов появляется в первом сезоне аниме-сериала «Покемон», когда её главные герои ищут покемонов-призраков. Город Лавендер также присутствует в мангах Pokémon Adventures и The Electric Tale of Pikachu.

## Музыка

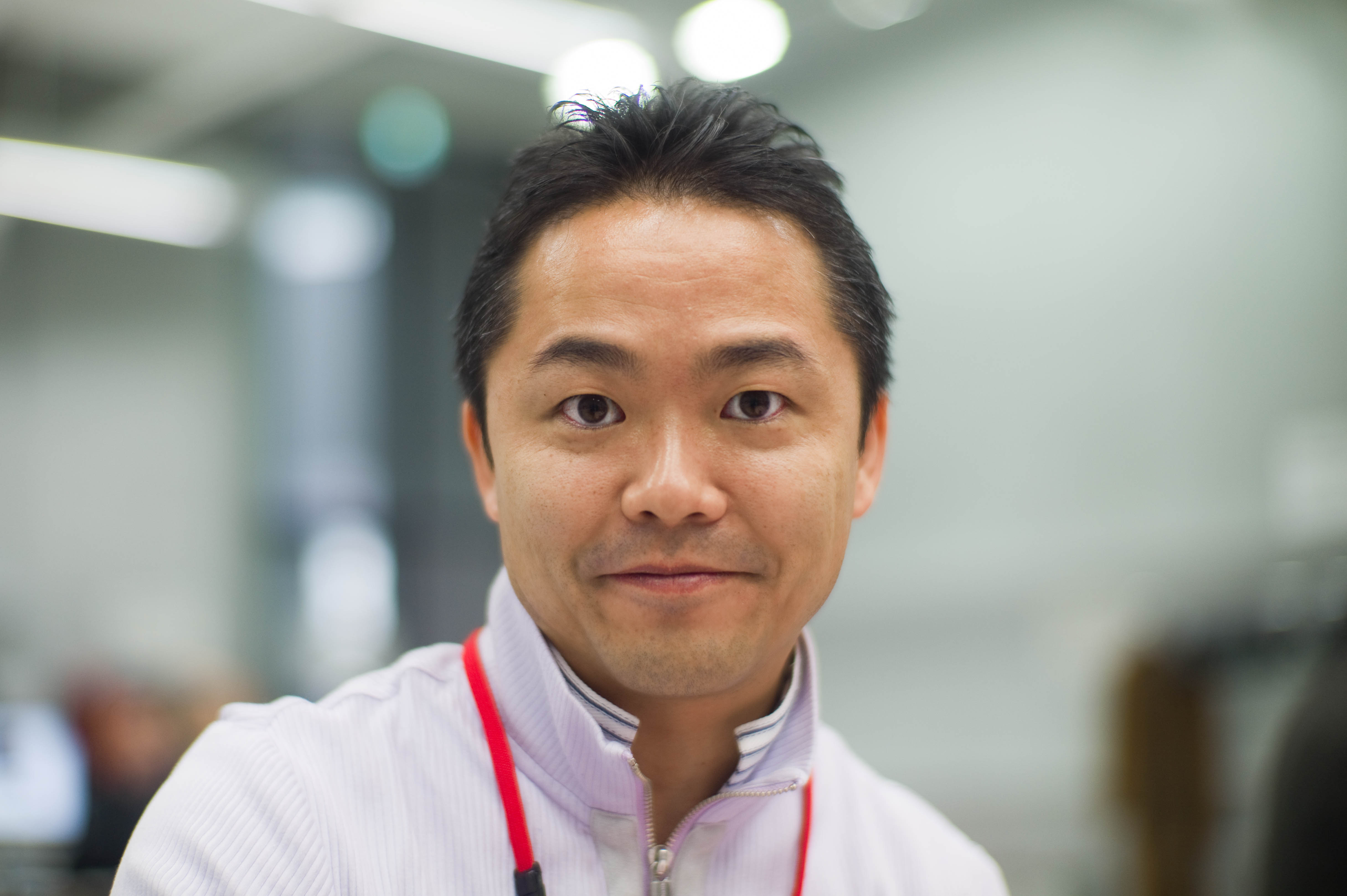
Дзюнъити Масуда является автором фоновой музыки города Лавендер

Чиптюновая фоновая музыка в Pokémon Red, Blue, Green и Yellow вызвала большой интерес у публики, поскольку у некоторых слушателей она вызывает дискомфорт. Назвав его вторым самым страшным треком из видеоигр в 2012 году, Бриттани Винсент из Bloody Disgusting заявила, что «обманчиво спокойная … мелодия города Лавендер занимает высокое место в списках ужасающих детских воспоминаний большинства игроков». Она была написана Дзюнъити Масудой, намеренно атональна и сочетает резкие звуки чиптюна с «кавалькадой резких аккордов», чтобы создать жуткую атмосферу. Шубханкар Париджат из GamingBolt включил мелодию в свой список жутких саундтреков к играм, не относящимся к жанру ужасы. Джей Хэтэуэй из Gawker заявил, что она может вызвать «смутное чувство страха». Кевин Кнежевич из GameSpot назвал саундтрек «одним из самых незабываемых».

## Легенды

### Синдром города Лавендер
В 2010 году на Pastebin.com была загружена история, в ней говорилось, что музыка города Лавендер вынудила покончить с собой около 200 японских детей весной 1996 года. Высокие бинауральные ритмы вредили мозгу детей, однако взрослые были невосприимчивы к ним. Эта болезнь была названа «синдромом города Лавендер» (а также «тоном города Лавендер», «заговором города Лавендер» и «самоубийствами города Лавендер»). Некоторые версии гласят, что директор игры Сатоси Тадзири хотел, чтобы тон в игре «раздражал» детей, а не причинял вред, в то время как другие утверждают, что Nintendo сотрудничала с японским правительством.

### Ратикейт Блу
Игрок может сразиться с персонажем по имени Блу в Башне покемонов. До этого он использовал покемона Ратикейта в каждой битве, однако в этом и последующих боях покемон пропал. Блю начинает своё противостояние с игроком в Башне покемонов, восклицая: «Твои покемоны умерли? Нет, они не выглядят мёртвыми! Хотя я смогу заставить их упасть в обморок!» Из-за этого фанаты предположили, что Ратикейт погиб, и Блу пришёл в Лавендер, чтобы похоронить его.

### Белая рука
Согласно легенде, один из разработчиков работал над покемоном, который появлялся бы только в Башне покемонов. Его назвали Белой рукой. Детали его спрайта были гораздо более реалистичны, чем любой другой элемент в Pokémon Red и Blue. Анимация персонажа якобы вызывала сильную тошноту у любого, кто её увидит. По слухам, Белая рука была одним из двух персонажей, предназначенных исключительно для Башни покемонов. Другим был тренер по имени Похороненный заживо. Он являлся зомби, использовал в битве Генгара, Мака и две Белые руки. Если игрок проигрывал ему, то якобы появлялась особая концовка, в которой он говорил: «Наконец-то свежее мясо», после чего показывалось, как он ест персонажа игрока.

## Отзывы
В Eurogamer город Лавендер охарактеризовали как «выдающееся место» так, как это одна из немногих локаций во франшизе, в которой игрок узнаёт, что «милый и приятный» покемон действительно может умереть. Рецензент Grunge Рани Бейкер предположила, что это «откровение» повлияло на многих людей. Киан Махер из Bloody Disgusting назвал сеттинг «печально известным», «жутким, странным и глубоко тревожным». Джеймс Тротон из TheGamer охарактеризовал Лавендер как «одну из самых мрачных локаций „Покемон”», в то время как Джесси Коэлло заявила, что он «породил некоторые из самых тревожных историй, связанных с франшизой». Патрисия Эрнандес написала, что она «не может вспомнить ничего более тревожного, чем город Лавендер в серии игр „Покемон“». Каролина О’Донохью из The Guardian отметила город Лавендер как пример уникального, «наполовину написанного, эвфемистического» стиля рассказа.
В 2018 году была создана линейка товаров о городе Лавендер.